# لورا كارميشل
لورا إليزابيث كارميشل (بالإنجليزية: Laura Carmichael)‏ (ولد 16 يوليو 1986)  ممثلة إنجليزية، اكتسبت شهرة واسعة بعد دورها «سيدة إديث كراولي» في المسلسل التلفزيونية الدرامي داونتون آبي، ظهرت في دور «هنريتا» في فيلم مدام بوفري.

## روابط خارجية
- لورا كارميشل على موقع IMDb (الإنجليزية)
- لورا كارميشل على موقع ميتاكريتيك (الإنجليزية)
- لورا كارميشل على موقع روتن توميتوز (الإنجليزية)
- لورا كارميشل على موقع قاعدة بيانات الأفلام العربية
- لورا كارميشل على موقع ألو سيني (الفرنسية)
- لورا كارميشل على موقع أول موفي (الإنجليزية)
- لورا كارميشل على موقع قاعدة بيانات الأفلام السويدية (السويدية)
- لورا كارميشل على موقع قاعدة بيانات الفيلم (الإنجليزية)
- لورا كارميشل على موقع كينوبويسك (الروسية)
- January, 2016, NYTimes interview